# Петровский переулок (Владикавказ)
Петровский переулок — переулок во Владикавказе, Северная Осетия, Россия. Переулок располагается в Иристонском муниципальном округе Владикавказа между проспектом Мира и улицей Ленина. Начинается от проспекта Мира.
Впервые упоминается в 1892 году в списке улиц Владикавказа в издании «Терский календарь на 1892 год».
На углу переулка с проспектом Мира на чётной стороне находится пятиэтажное здание Дома моды, построенное в 70-е годы XX столетия. До постройки этого здания на этом месте находились одноэтажные торговые строения".
Памятники культурного наследия:
- д. 1/ проспект Мира, 52 — памятник архитектуры. В этом доме в 1906—1922 гг. жил революционер Платон Давидович Иобидзе, квартира которого в 1906—1907 гг. была местом конспиративных встреч и хранения нелегальной литературы социал-демократов Владикавказа, где некоторое время работала подпольная типография Терско-Дагестанского комитета РСДРП[5];
- д. 7 — памятник истории. Дом, где в 1910—1927 годы жил участник борьбы за Советскую власть Платон Давыдович Иобидзе[5];
- д. 9/ улица Ленина 69(71)/ улица Кирова 46 — бывшее здание Азовско-Донского коммерческого банка. Построено в 1902 году[5].